# Vieux Rhône
Le Vieux Rhône désigne les tronçons du fleuve Rhône court-circuités par les aménagements hydroélectriques créés en France au XXe siècle. Ces cours d'eau se situent en général juste à l'aval des 19 barrages exploités entre le Léman et la Méditerranée.

## Géographie
On trouve les tronçons de vieux Rhône par exemple en Chautagne, en vis-à-vis du canal de Donzère-Mondragon ou au Vieux Rhône à Miribel-Jonage.
Le linéaire total de ces tronçons représente environ 150 km.

## Impacts des aménagements sur le vieux Rhône
Le canal artificiel créé parallèlement au vieux Rhône utilise une grande partie du débit naturel disponible et laisse un débit réservé relativement faible (par exemple, 10 à 20 m3/s pour un module de 1 000 m3/s) ; ce n'est que lors des fortes crues, quand les aménagements se déchargent dans le lit historique pour écrêter la crue, que le débit du vieux Rhône revient à des niveaux plus importants. Ce changement de régime hydrologique a provoqué un assèchement des milieux rivulaires et une modification de biodiversité (flore, habitats alluviaux et faune piscicole en particulier).
D'autre part la modification des écoulements et du transport sédimentaire provoque un changement de la morphodynamique du cours d'eau.
Entre 1998 et 2009 un Programme décennal de restauration hydraulique et écologique du Rhône a permis d'entreprendre certains travaux de réhabilitation écologique du vieux Rhône.